# 西班牙的共产党
西班牙的共产党（西班牙語：Partido Comunista Español）是西班牙历史上的一个共产主义政党。该党成立于1920年4月15日，由社会主义青年联合会（西班牙工人社会党的青年翼）的一些左翼成员创立。该党的组织刊物是《共产党人》。1921年11月14日，该党与西班牙共产主义工人党合并为西班牙共产党。